# Don Moen
Donald James "Don" Moen (Minneapolis, 29 juni 1950) is een Amerikaanse singer-songwriter en pastor. Moen schrijft voornamelijk gospelmuziek, bekende nummers zijn Give Thanks uit 1986 en God Will Make A Way uit 2003.
Moen woont samen met zijn vrouw en vijf kinderen in Nashville.
- Bibsys: 5063925
- International Standard Name Identifier: 0000 0000 4172 7143
- Library of Congress Control Number: no98015942
- MusicBrainz: 79d1099d-8cb1-41a7-8661-185ef6b1c3e2
- Nationale Bibliotheek van Israël: 987007324733405171
- Virtual International Authority File: 61156538